# Robert Klaasen
Robert Klaasen (Amsterdam, 6 september 1993) is een Nederlandse voetballer die als middenvelder speelt. Hij sloot in januari 2025 aan bij MVV Maastricht.

## Biografie
Klaasen begon op zesjarige leeftijd zijn voetbalcarrière bij AVV Zeeburgia. Hij verliet de club na een jaar voor de jeugdopleiding van Ajax. Na vijf jaar in Amsterdam te hebben gespeeld vertrok hij naar de jeugdopleiding van HFC Haarlem. Daar speelde hij één jaar in de jeugdopleiding voordat hij in 2006 verhuisde naar Feyenoord.
AZ plukte de verdedigende middenvelder weg uit de jeugd van Feyenoord. Hij tekende er tot 2016. In de voorbereiding van het seizoen 2012/13 kregen enkele beloften (waaronder Klaasen) de kans om mee te doen met de oefenmatchen van het eerste. Alleen kwam deze stap te vroeg voor Klaasen waardoor hij nog een jaar bij de beloften zou moeten spelen. Aan het einde van het seizoen werd besloten om het contract van Klaasen te ontbinden.
In het begin van de voorbereiding op het seizoen 2013/14 testte Klaassen bij KV Kortrijk. Hij trainde zo’n vier weken mee vooraleer bekend werd gemaakt dat hij tot de kern behoorde. Hij tekende een contract voor drie seizoenen. Dat werd bekendgemaakt op de fandag van de West-Vlaamse ploeg. Klaasen maakte zijn debuut op 27 juli 2013, thuis tegen OH Leuven. Hij kwam het veld op in de 78e minuut als vervanging voor Gertjan De Mets. Op 7 december 2013, vier maanden na zijn laatste invalbeurt, maakte hij zijn eerste doelpunt in het profvoetbal. Die scoorde hij in de 87e minuut tegen Sporting Charleroi, de 1-1. Zijn eerste volledige negentig minuten en dus ook zijn eerste opstelling in de basis was op 22 februari 2014 tegen RAEC Bergen.
In januari 2016 verhuisde Klaasen naar Sparta Rotterdam, waar hij een contract tot het einde van het seizoen tekende met een optie tot verlenging van twee seizoenen. In januari 2017 werd hij tot het einde van het seizoen verhuurd aan De Graafschap, op dat moment actief in de Eerste divisie. In de zomer van 2019 werd Robert Klaasen overgenomen door Roda JC Kerkrade. Op 10 juni 2022 tekende hij een contract voor twee seizoenen bij provinciegenoot VVV-Venlo. In zijn eerste seizoen mocht hij daar nog rekenen op een basisplek, maar in zijn tweede seizoen moest hij voornamelijk genoegen nemen met invalbeurten. Eind maart 2024 maakte de club bekend dat zijn contract werd opgezegd en niet verlengd.
Klaasen was hierna een half jaar clubloos. In januari 2025 tekende hij een contract tot het einde van het seizoen bij MVV Maastricht dat vanwege een langdurige blessure van Stan Van Dessel op zoek was naar versterking op het middenveld. Na afloop van het seizoen werd dat contract met nog eens een jaar verlengd.

## Statistieken

#### Beloften
| 2016/17                                | Jong Sparta Rotterdam | Tweede divisie  | 16 | 3 | 16 | 3 |
| 2017/18                                | Jong De Graafschap    | Derde divisie   | 3  | 0 | 3  | 0 |
| Totaal beloften                        | Totaal beloften       | Totaal beloften | 19 | 3 | 19 | 3 |
| Bijgewerkt tot en met 20 december 2021 |                       |                 |    |   |    |   |

#### Senioren
| 2012/13                                | AZ               | Eredivisie      | 0   | 0  | 0 | 0 | —  | — | 0   | 0  |
| 2013/14                                | KV Kortrijk      | Eerste klasse   | 15  | 1  | 0 | 0 | —  | — | 15  | 1  |
| 2014/15                                | KV Kortrijk      | Eerste klasse   | 21  | 0  | 1 | 0 | —  | — | 22  | 0  |
| 2015/16                                | KV Kortrijk      | Eerste klasse   | 0   | 0  | 0 | 0 | —  | — | 0   | 0  |
| 2015/16                                | Sparta Rotterdam | Eerste divisie  | 5   | 1  | 0 | 0 | —  | — | 5   | 1  |
| 2016/17                                | Sparta Rotterdam | Eredivisie      | 0   | 0  | 0 | 0 | —  | — | 0   | 0  |
| 2016/17                                | → De Graafschap  | Eerste divisie  | 16  | 0  | 0 | 0 | —  | — | 16  | 0  |
| 2017/18                                | De Graafschap    | Eerste divisie  | 22  | 0  | 1 | 0 | 4  | 0 | 27  | 0  |
| 2018/19                                | De Graafschap    | Eredivisie      | 10  | 0  | 1 | 0 | 0  | 0 | 11  | 0  |
| 2019/20                                | Roda JC Kerkrade | Eerste divisie  | 28  | 0  | 1 | 0 | —  | — | 29  | 0  |
| 2020/21                                | Roda JC Kerkrade | Eerste divisie  | 37  | 2  | 1 | 0 | 2  | 0 | 40  | 2  |
| 2021/22                                | Roda JC Kerkrade | Eerste divisie  | 35  | 2  | 2 | 0 | 2  | 0 | 39  | 2  |
| 2022/23                                | VVV-Venlo        | Eerste divisie  | 33  | 2  | 1 | 0 | 4  | 0 | 38  | 2  |
| 2023/24                                | VVV-Venlo        | Eerste divisie  | 15  | 0  | 1 | 0 | —  | — | 16  | 0  |
| 2024/25                                | MVV Maastricht   | Eerste divisie  | 18  | 1  | 0 | 0 | —  | — | 18  | 1  |
| 2025/26                                | MVV Maastricht   | Eerste divisie  | 1   | 0  | 0 | 0 | —  | — | 1   | 0  |
| Totaal senioren                        | Totaal senioren  | Totaal senioren | 256 | 9  | 9 | 0 | 12 | 0 | 277 | 9  |
| Carrière totaal                        | Carrière totaal  | Carrière totaal | 275 | 12 | 9 | 0 | 12 | 0 | 296 | 12 |
| Bijgewerkt tot en met 15 augustus 2025 |                  |                 |     |    |   |   |    |   |     |    |

## Trivia
Robert Klaasen is een schoonzoon van Wilco van Schaik, algemeen directeur van N.E.C. sinds 2017.